# Luperina dumerilii
Luperina dumerilii är en fjärilsart som beskrevs av Philogène Auguste Joseph Duponchel 1826. Luperina dumerilii ingår i släktet Luperina och familjen nattflyn. Inga underarter finns listade i Catalogue of Life.